# ウォーターシップ・ダウンのうさぎたち

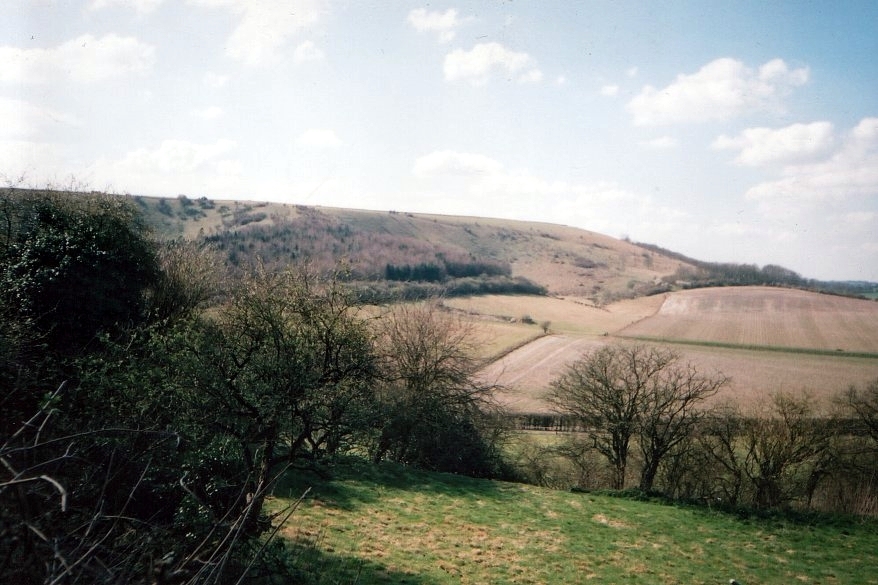
北東方向から撮影したウォーターシップ・ダウン、2004年3月31日撮影

『ウォーターシップ・ダウンのうさぎたち』（Watership Down）は、イギリスの作家リチャード・アダムスによる児童文学である。1973年にカーネギー賞とガーディアン賞をダブル受賞した。日本では1975年に神宮輝夫訳で評論社から発行されている。なお、2006年には新訳版が発行され、『ウォーターシップ・ダウンのウサギたち』に改題となった（「うさぎ」→「ウサギ」）。

## 概要
野うさぎを主人公に描いた児童文学作品で、リチャード・アダムスの処女作である。タイトルはイングランドのハンプシャー州の北部にある丘の名前にちなんだもので、アダムス自身が育った場所でもある。この物語は、もともとはアダムスが、田舎旅行の間自分の子供たちに話して聞かせた物語をまとめたものであり、原稿は7の出版元に拒絶されるも、1972年にレックス・コリンズ社から出版された。
この物語に登場するウサギの習性や身体能力などは、ほとんど擬人化されておらず、現実のウサギに近い。しかし精神的な面においては高い知性を持ち、独特の言語やことわざ、詩歌や神話といった高度な文化まで持つ存在として描かれている。いくつかの出版社のバージョンにはウサギ語の用語集が付録としてつけられている。イソップ童話のような寓意的な物語とは異なる英雄物語的ファンタジーと言える（物語の詳しい内容については#あらすじの節を参照）。
1996年、アダムズは、ウォーターシップ・ダウンの村のうさぎたちや、本書に登場する伝説上のうさぎの王エル・アライラーを主人公とした19の短編を集めた、Tales from Watership Downを出版した（日本語未訳）。

## 登場キャラクター
ウォーターシップ・ダウンのうさぎたち、また彼らに関わる主要キャラクターについて解説する。うさぎたちの名前には基本的に、ヘイズル（ヘーゼルナッツ）などの植物名やそれに関係した自然の事象が使われている。併記した声優はテレビアニメ版の日本語吹き替えキャストである。

### ウォーターシップ・ダウン
ヘイズル（声：川島得愛）
一行の長。物語開始時点では、まだ経験も浅い若いうさぎ（一年子）だが、若衆組にありがちなおどおどしたところはなく、弟ファイバーには「いずれ上士（アウスラ）になれる」と評されている。災厄の到来を予言するファイバーの言葉を信じ、仲間を集め、彼らを引き連れてサンドルフォードを脱出する。
ファイバー（声：宮田幸季）
危険を察知する能力のあるウサギ。神経質で見た目はひ弱だが、意志は強い。名前は5つ子のうちの末っ子の意味だが、うさぎにとって5以上は「たくさん」となるため実際に5つ子であったかは不明。うさぎ語名の「フライルー（フレア・ルー）」も「小さなたくさん」を意味する。サンドルフォード繁殖地を襲う大災厄を予感し、村を捨てることを主張する。
ビグウィグ（声：中田譲治）
元サンドルフォードの上士（アウスラ）。うさぎ語名は「スライリ」（毛皮頭もしくは大かつら）で、頭の上だけ分厚く毛がかぶさる独特の風貌を持つ。力は強いが直情的。ヘイズル、ファイバーのスリアラー（長）への謁見を許したことで叱責を受けアウスラを解任され、ヘイズルたちの逃避行に加わる。後にウォーターシップ・ダウンの村のアウスラ頭となる。
シルバー
元サンドルフォードのアウスラ。スリアラーの甥。若くアウスラになりたての物静かで率直な雄。名前の由来でもある、灰色に白斑の変わった毛並みや血筋でからかわれたり、揶揄されることもあり、ビグウィグの誘いに乗って一行に加わる。
ダンディライアン（声：鈴木勝美）
話上手なウサギ。群れの語り部として仲間からしばしば話をせがまれ、その時の状況に合った昔語りを披露しては、皆を元気づける。群れで一番の俊足の持ち主でもある。
ブラックベリ（声：塩山由佳）
知恵者。状況の分析、群れの命運を握る作戦の立案など、一行は彼の知恵のおかげでいくども危機を逃れる。耳の先が黒い。TVアニメ版では設定がメスに変わっている。
バックソーン
ブラックベリが連れてきた力強くたくましい雄うさぎ。物語開始時点では若衆の一羽だが、大人になればアウスラ昇格は間違いないと言われていた。
ピプキン（声：あおきさやか）
体も小さく臆病なウサギ。うさぎ語名は「フラオ」もしくは「フラオ・ルー」。ヘイズルには忠実。
ホークビット（声：小森創介）
ヘイズル曰く頭の少し弱いウサギ。
スピードウェル
ブラックベリが連れてきたウサギ。
エイコン
ブラックベリが連れてきたウサギ。
キハール（声：大川透）
渡りの途中で傷付いたユリカモメ。名前は打ち寄せる波の音を示したものとされる。ウォーターシップ・ダウンのうさぎたちに助けられる。傷は癒えたが渡りの時機を逸したため、一季をヘイズルたちと過ごすことになり、その冒険を助ける。直情的・戦闘的気質から、ビグウィグと特に意気投合する。

### サンドルフォード
スリアラー
サンドルフォードの長。すでに年老いているが、冷静かつ思慮深く、群れの尊崇を集める。村を維持するためであれば時に冷酷な手段も取る。
トードフラックス
サンドルフォードのアウスラ。下のものには尊大にふるまう。
ホリー
スリアラーの信頼篤い、サンドルフォードのアウスラの頭。自分の本分に忠実で、健全・良識的だが、うさぎらしい茶目っ気にはややとぼしい。ヘイズル一行のサンドルフォード出発当夜、謀反を企てたとしてビグウィグ、シルバーを拘束しようとする。後に一行に合流する。
ブルーベル
ホリーに忠実に従う下士。絶えずしゃべりまくる道化師的存在だが、それが、傷付いたホリーを励まし続けることになる。ホリーとともに一行に合流する。

### カウスリップの村
カウスリップ
ヘイズル達を自らの村へ招待したウサギ。
シルバーウィード
カウスリップの村の詩人。うさぎ古来の冒険譚を忌避する村の中で、諦観を詩にして詠う。
ストローベリー
カウスリップの村の住人。その後ヘイズル一行に加わる。
ニルドロ=ハイン
ストローベリーの妻。

### ナットハンガー農場
クローバー
農場で飼われていた4羽のうさぎの1羽。快活なアンゴラ種のめすで、ウォーターシップ・ダウンでの初めての「母親」になる。
ボックスウッド
農場の飼いうさぎの1羽。白黒斑のヒマラヤ種のおす。
ヘイスタック
農場の飼いうさぎの1羽。ヒマラヤ種のめす。ボックスウッドの連れ合い。

### エフラファ
ウーンドウォート将軍（新訳ではウンドワート）
エフラファの村の長ウサギ。巨躯で、並みのエリル（うさぎ語で肉食獣など外敵の意）とは互角以上に戦える戦闘力を持つ。長老会とアウスラ団を率い、強力な支配体制を敷く。
キャンピオン隊長
エフラファの「大哨戒」を率いる上級士官。経験を積んだ勇敢なうさぎで、優れた追跡者。上下の信頼も厚い。
ブラッカバー
かつてエフラファの体制への反抗と逃亡を試み、囚人となる。長い虐待のため抜け殻のようになっていたが、逃避行に加わり徐々に生来の能力を取り戻す。
ハイゼンスレイ
名前の意味は「光る露の毛」。エフラファの体制に批判的なめす。ファイバーほどではないが、予知能力がある。
セスシナング
名前の意味は「木の葉の動き」。ハイゼンスレイの仲間のめす。ハイゼンスレイとともにエフラファから逃亡するめすたちを率いる。
ビルスリル
ハイゼンスレイの仲間のめす。ハイゼンスレイ、セスシナングと共にエフラファから逃亡した。後にファイバーの理解者となる。
ネルシルタ
ハイゼンスレイの仲間のめす。思慮が足りない若いうさぎで、その行動がビグウィグたちに危機をもたらすことになる。

### シーザーズ・ベルト
グランスル Groundsel
のちにシーザーズ・ベルト近辺に置かれる繁殖地の初代の長。元はエフラファの出身。

### 神話
エル・アライラー
またの名を「エリル・フレア・ラー（千の敵を持つ王）」。伝説上のうさぎ族の王にして英雄。うさぎ族の繁栄のために知略を尽くす。その数々の冒険譚は、うさぎの語り部にとって中心的レパートリーとなっている。
ラブスカトル
エル・アライラーに負けず劣らず機略に富み、かつ忠実で信頼のおけるアウスラ頭。
フリス
ウサギ族の神話における創世神。
虹の王子
フリスに大地と大空を支配する権限を与えられた存在。エル・アライラーと何度か争う。
インレの黒ウサギ
ウサギ族にとっての死の象徴。

## 用語

### 物語中に頻出するうさぎ語
アウスラ（上士） owsla
群れ（村）における幹部階級。村を外敵から守る戦士階級であることが多いが、これは村の性格によっても違い、優れた語り部や特別な能力を持つうさぎがアウスラになることもある。
インレ Inlé
月。「フ・インレ（月の出の後）」は、正確な時間の観念がないうさぎたちにとって、ある程度の目安として多用される。
エリル elil
猫、いたち、きつねをはじめとする肉食獣、人間など、うさぎにとっての敵。
サーン tharn
大きなショックや恐怖から、麻痺・自失状態に陥ること。サーン状態のうさぎは、身を守ることもできず、非常に危険な状況に陥る。
シルフレイ silflay
巣穴の外にでて食事を取ること、あるいは食事そのものを指す。フレイ flay は、草など緑の餌のこと。
フリス Frith
太陽。うさぎにとっての創造神でもある。「ニ・フリス」は正午を指す。
フルドド hrududu
自動車、あるいはトラクターなど内燃機関を用いた人間の乗り物全般を指す。
フレア hrair
たくさん。
フレッシル hlessi, hlessil（複数形）
群れを離れて放浪する（雄の）はぐれうさぎ。
ラー rah
長、首領を示す。群れの長になると、名前にラーを付けて呼ばれる。

### その他の用語
シーザーズ・ベルト
ローマ街道が丘陵を突っ切るあたりの森林帯。ウォーターシップ・ダウンとエフラファのほぼ中間地で、のちにヘイズルの構想でここに繁殖地を設立。短編集によれば、この繁殖地はVleflainと命名されている。
生け垣共通語
物語に登場する動物たちはそれぞれ自分の種族の言葉を持つが、それとは別に、（うさぎとねずみなど）種族をまたいで意志の疎通を図るための、語彙と文法のごく限られた言葉。
白い煙
うさぎにとっての大きな災厄のひとつで、伝染病もしくは人間の使う毒ガス。
走るのをやめる
死ぬことを表すうさぎ独特の言い回し。
ボブ・ストーンズ
巣穴の中でうさぎたちが好んで行うゲーム。小石などを前足で隠し、数を当て合う。

## あらすじ

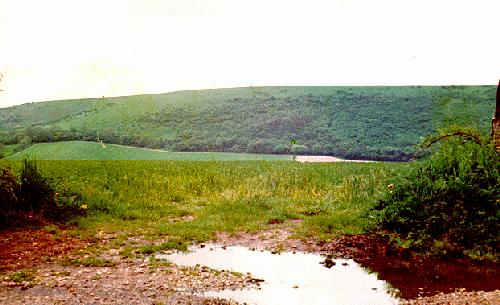
実在のウォーターシップ・ダウン。 ハンプシャー州 キングスクレア村の近郊にある。1975年当時

英国ハンプシャー州に、サンドルフォード繁殖地というウサギたちの巣穴があった。そこに棲む予知能力をそなえたファイバーというウサギ(貧弱であるため、村では軽視されている)がある日、災害が迫っていると騒ぎ出す。彼の兄であり、彼の"能力"を認めているヘイズルは長に避難を提案したが、真面目にとりあってもらえなかったため、何羽かのウサギを説得して脱出した。
彼らはカウスリップというウサギの村を訪れた。村は一見して理想郷であり、一同は安息の地として定住を考えたが、実はこの地は人間がウサギを放し飼いにしている養兎場だった。暗黙のうちに狩られる事を受け入れている彼らに同調する事は出来ず、ヘイズル一行は再び旅を続けることに決めた。
一行は理想の地であるウォーターシップ・ダウンにたどりついた。彼らが巣穴を掘っていると、傷つき焦燥したサンドルフォードの上士頭ホリーとブルーベリーが現れ、サンドルフォードの滅亡を語った。

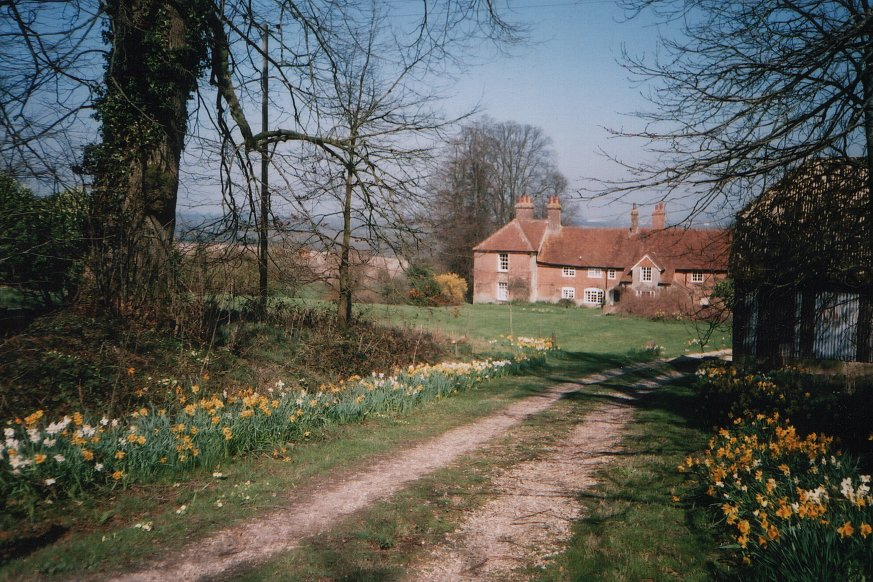
ナットハンガー農場。2004年当時

ヘイズルは種の異なる動物との協力体制を思い立ち、鳥の仲間を得て繁殖のために必要なメスを上空から探してもらおうと考えた。やがてヘイズルは傷ついたユリカモメのキハールを助けて信頼関係を築いた。
キハールはウサギたちに、何羽かのウサギが飼われている農場と、エフラファという繁殖地の存在を教えた。一同はエフラファに使節を立て、ウォーターシップ・ダウンに移住を希望するメスを募ろうと決めた。一方ヘイズルは農場も偵察し、彼らにウォーターシップ・ダウンへ向かう脱出を打診する。
エフラファとの交渉は失敗に終わった。エフラファはウーンドウォート将軍が支配する軍国主義的な体制で、外敵から巣を守ることを過剰に優先し、そのため自由がなかった。メスたちはストレスを訴え村に反感を抱いていた。
ヘイズルはメスたちをエフラファから脱出させる作戦を考えた。テスト川に船が係留されているのを発見した彼らは、これに乗っていけば流れを下れることを知った。ヘイズルはビグウィグをエフラファに潜伏させ、メスたちを逃がす段取りを整えた。ビグウィグは不満派のメスと結託して機を待ったが、計画が漏れそうになりやむなく強行脱出をはかった。ヘイズルたちとの合流地点において追手と衝突したがキハールの助けで難を逃れ、逃亡に成功した。
帰巣を果たした一同はウォーターシップ・ダウンで営みを始めた。あるときヘイズルが命を助けたネズミが、ウーンドウォート率いるエフラファのウサギの来襲を注進した。ヘイズルたちは不意打ちを回避したが、将軍は作戦を練り、ウォーターシップ・ダウンめがけて穴を掘り進めた。怯える仲間たちを救うためにヘイズルは農場に向かい、そこの飼い犬を利用してエフラファの戦闘員を追い払った。ヘイズルは農場の猫に捕まってしまったが、人間の少女によって救い出され解放された。
何年か後、老いたヘイズルのもとにエル・アライラーとおぼしき光るウサギが訪れ、上士に加わらないかと誘った。応じたヘイズルは空に昇っていった。

## 書籍
2008年12月現在、新訳版及び旧訳版単行本新装版以外の新刊での入手は難しい。
（旧訳版）
- 単行本
  - 『ウォーターシップ・ダウンのうさぎたち』上、神宮輝夫訳、評論社、1975年
  - 『ウォーターシップ・ダウンのうさぎたち』下、神宮輝夫訳、評論社、1975年
  - 新装版『ウォーターシップ・ダウンのうさぎたち』上、神宮輝夫訳、評論社、1989年9月、ISBN 4-566-02088-6
  - 新装版『ウォーターシップ・ダウンのうさぎたち』下、神宮輝夫訳、評論社、1989年9月、ISBN 4-566-02089-4
- 文庫本
  - 評論社文庫『ウォーターシップ・ダウンのうさぎたち』上、神宮輝夫訳、評論社、1986年、ISBN 4-566-02108-4
  - 評論社文庫『ウォーターシップ・ダウンのうさぎたち』下、神宮輝夫訳、評論社、1986年、ISBN 4-566-02109-2

（新訳版）
- 単行本
  - ファンタジー・クラシックス『ウォーターシップ・ダウンのウサギたち』上、神宮輝夫訳、評論社、2006年9月、ISBN 4-566-01500-9 （10桁）、ISBN 978-4-566-01500-5 （13桁）
  - ファンタジー・クラシックス『ウォーターシップ・ダウンのウサギたち』下、神宮輝夫訳、評論社、2006年9月、ISBN 4-566-01501-7 （10桁）、ISBN 978-4-566-01501-2 （13桁）

（原書）;
- Adams, Richard (1972). Watership Down. London: Rex Collings worldcat　(初版)
  - Adams, Richard (1975). Watership Down. New York: Avon worldcat

（短編集-未訳）
- Adams, Richard (1996) (snippet). Tales from Watership Down. Hutchinson（初版）
  - Adams, Richard (2012) (preview). Tales from Watership Down. Random House Digital, Inc.,（再版-電子版）

## 映像化
- 1978年にアニメ映画化された。日本での公開は1980年7月12日で邦題は『ウォーターシップダウンのうさぎたち』（「・」（中黒）が入らない）であった。
- また1998年にテレビアニメ化され、日本では2000年代にNHK-BSとカートゥーン ネットワークなどで放送されていた。
- 2018年12月23日には、NetflixとBBCの共同製作でアニメーションのミニシリーズ（全4話）が配信された[7]。邦題『ウォーターシップ・ダウンのウサギたち』。